# 1906 Naef
Az 1906 Naef (ideiglenes jelöléssel 1972 RC) a Naprendszer kisbolygóövében található aszteroida. Paul Wild fedezte fel 1972. szeptember 5-én.